# Thành An, An Khê
Thành An là một xã thuộc thị xã An Khê, tỉnh Gia Lai, Việt Nam.
Xã Thành An có diện tích 22,21 km², dân số năm 1999 là 3.923 người, mật độ dân số đạt 177 người/km².